# Chiesa di San Rocco (Cles)
La chiesa di San Rocco è una chiesa sussidiaria a Cles, in Trentino. Risale all'XIX secolo.

## Storia

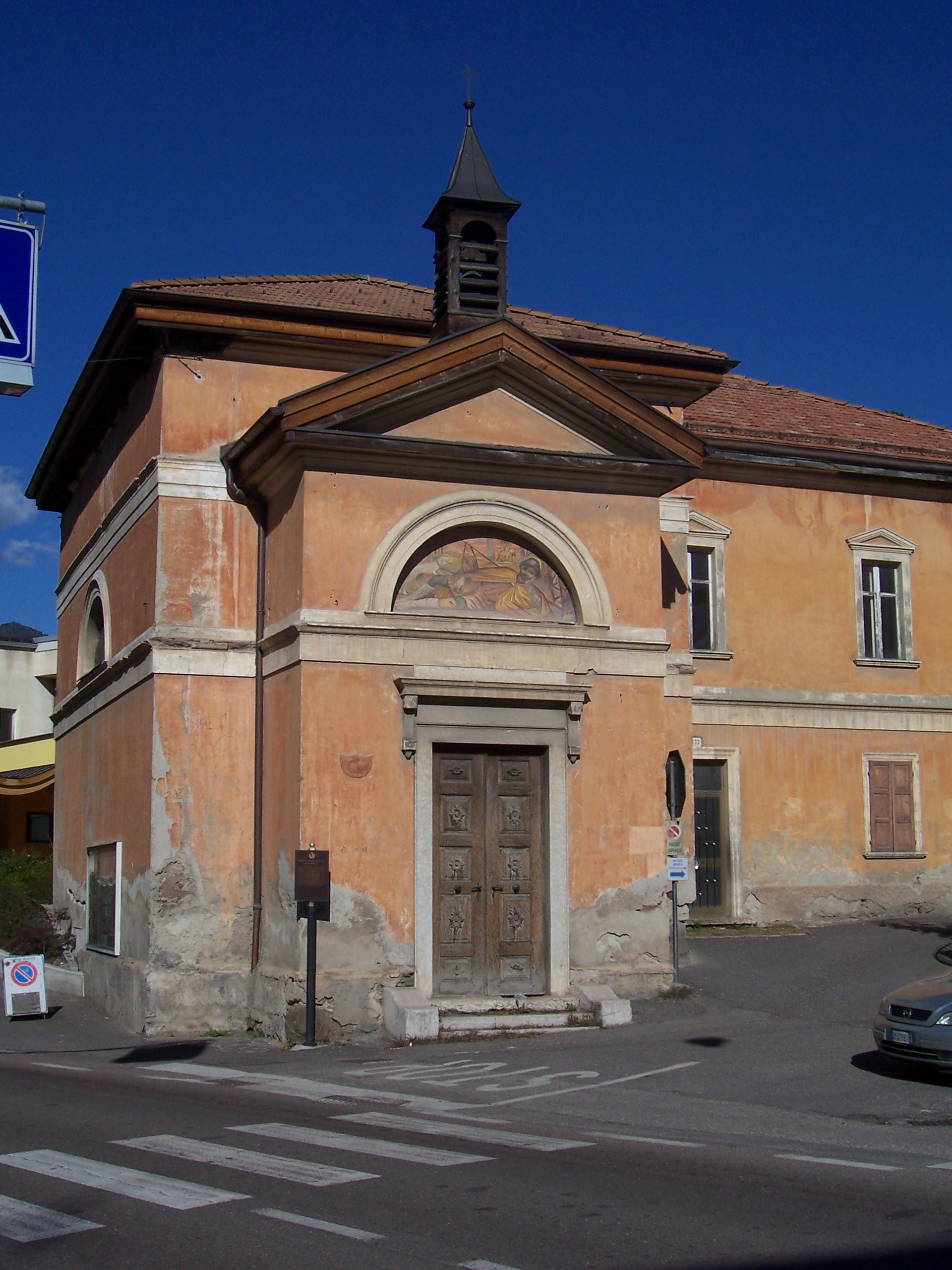
La chiesa nel 2007

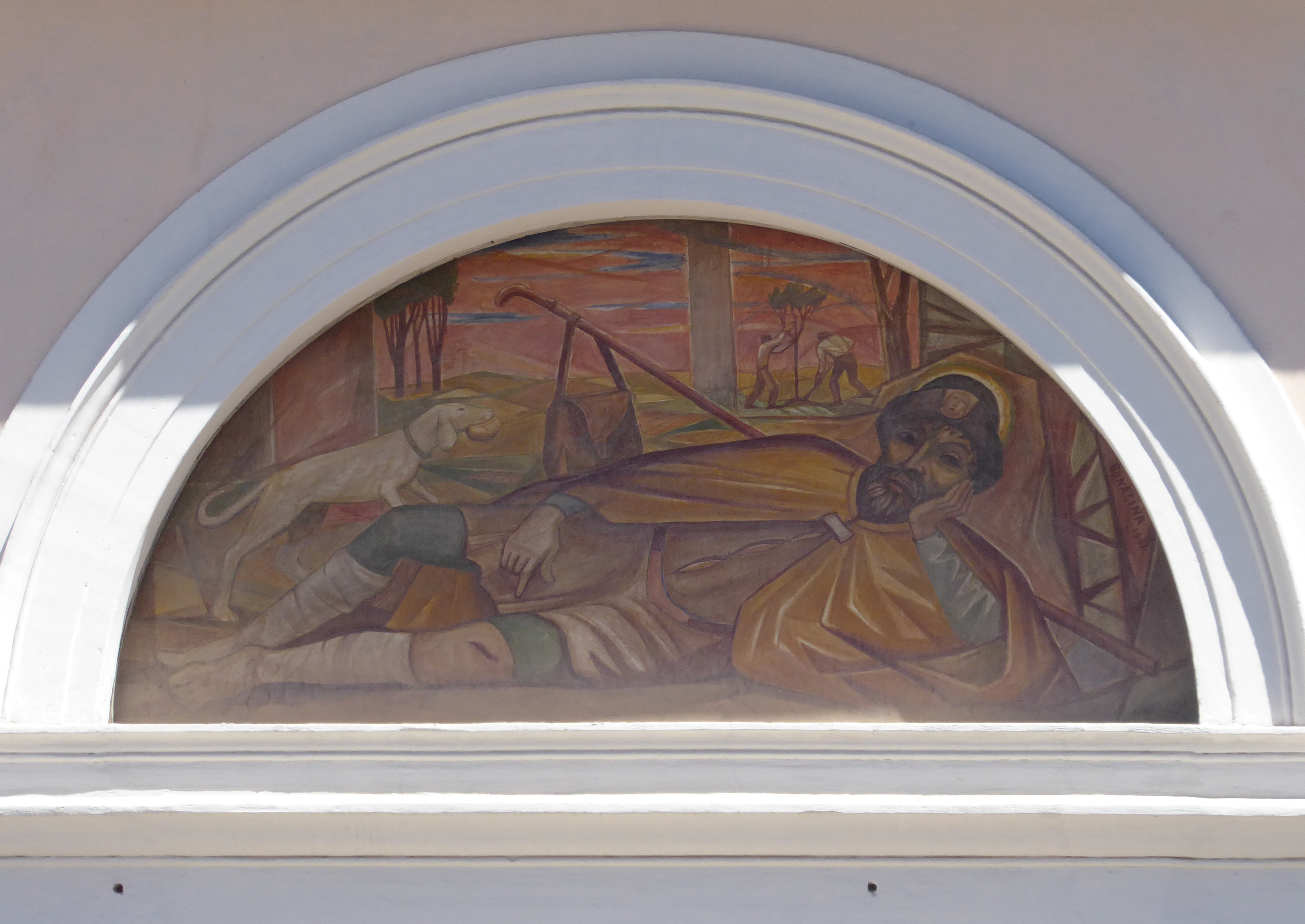
L'affresco di san Rocco nella lunetta sopra al portale

La confraternita di San Rocco sin dal 1576 aveva a disposizione per le sue funzioni una chiesa che in precedenza era stata dedicata a Maria e che si trovava nelle adiacenze dell'ospedale di Cles. L'edificio e l'ospedale vennero distrutti completamente da un incendio nel 1824.  
Dopo tale episodio la confraternita ottenne dal comune l'autorizzazione ad erigere un nuovo luogo di culto accanto all'oratorio e la chiesa venne eretta tra il 1878 ed il 1880.
A partire dalla metà del XX secolo la chiesa è stata oggetto di alcuni interventi di restauro conservativo
e nel 1981 è stata decorata la facciata con un'immagine di San Rocco racchiusa nella grande lunetta sopra il portale della facciata.

## Descrizione
La facciata ha un grande timpano che sovrata la lunetta con l'immagine di San Rocco. Al portale si accede con tre scalini.
Una fiancata non è completamente visibile, essendo in parte affiancata ad una abitazione civile mentre l'altra è aperta sulla via. 
La torre campanaria è di piccole dimensioni, e si alza dalla copertura del corpo anteriore dell'edificio.
Ha una sola navata con volta a botte.